# 일본의 성

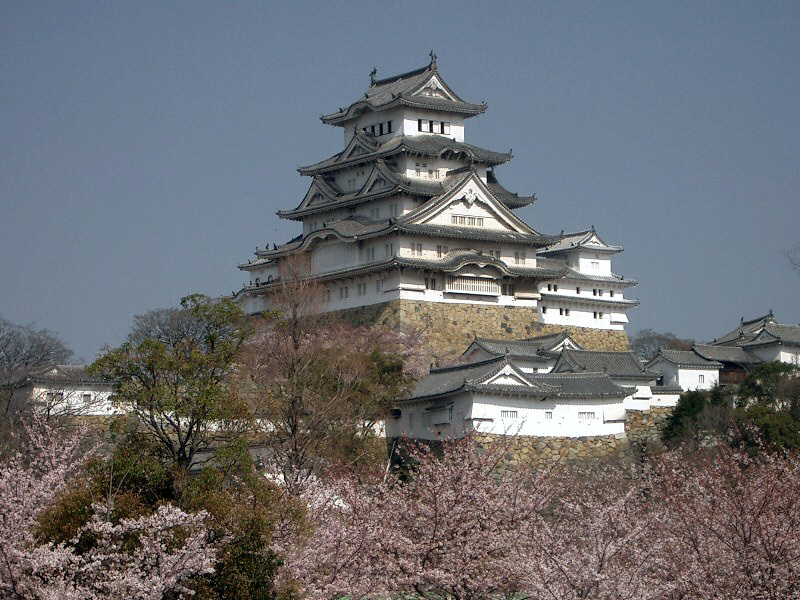
히메지성

일본의 성(일본어: 日本の城 니혼노시로[*])은 목재와 석재를 주로 이용하여 건조된 요새 형태를 띠었으며, 고대의 환호집락 등의 목재를 둘러싼 방책 형태에서, 16세기에 이르러 현재의 널리 알려진 석벽 및 천수각 등을 가진 형태를 띠게 되었다. 일본의 성은 항구, 강이 교차하는 지점, 길목 등 중요한 전략적 거점을 지키는 용도로 축성되어 왔다.
중세의 성에서는 전투를 수행하는 무사들이 성에 주둔하며, 무사들을 다스리는 군주는 성이 있는 산과는 별도의 저택에서 거주하였다. 전국 시대에 들어, 주군도 성에 거주하는 형태가 나타나며, 가신들도 성내에 거주지를 받으며, 그 가족과 하인들이 동시에 거주하기도 하였다. 전국 시대 말기 이후의 성곽에는, 외곽을 건축하여 성 내에 마을도 들어선 형태도 나타났다. 1615년에 일국일성령이 반포되기까지는 일본의 각 지역에는 많은 성이 존재하였고, 요새 형태까지 포함하면 수만개의 성이 있었다고 한다.
일본의 다른 여타의 건물에 비하여 석재를 활용하는 경우가 많았음에도 불구하고, 기본적으로 일본의 성들은 목재로 축성되었다. 현재의 널리 알려진 일본의 성들은 전국 시대를 통해 처음으로 세워지며, 전란을 거쳐 많은 수의 성들이 파괴되었다. 파괴된 성들은 필요에 의해 전국 시대 또는 에도 시대에 재건되기도 하였다. 근대에 들어 재건되는 성들은 지역의 명소, 또는 박물관의 용도로 세워졌다. 오늘날 현존하는 일본의 성은, 전체가 아닌 일부 현존을 포함하여 100여개가 넘는다. 이중 1611년에 세워진 마쓰에성 및 고치성은 전란의 피해가 덜하였던 이유로 당시의 형태를 지금도 유지하고 있다. 한편, 히로시마성은 이와는 반대로 2차대전 말기의 원폭 공격으로 완전히 파괴되어, 현재 세워진 성은 1958년에 재건되어 박물관으로 이용되고 있다.
이 글에서는 일본 본토에 축성된 성과, 임진왜란, 정유재란을 걸쳐 한반도 남단에 지어진 왜성, 그리고, 홋카이도의 아이누 민족이 쌓은 자시와 류큐 제도에 축성된 구스쿠 등도 포함하여 설명한다.

## 개요
일본의 성은, 고대부터 에도시대 말기까지 평지나 구릉, 산을 이용하여 세워졌다. 그러나 '성'이라 하더라도 고대의 성과 전국시대 이후의 중세의 성의 형태는, 건축방식과 기술, 용도 면에서 구분된다. 고대의 환호집락에서부터 천수각이 존재하는 성곽, 고료카쿠처럼 서양의 요새를 도입한 성까지 다채롭게 존재하고 있다. 대체로 성에는 성루와 해자, 성문과 망루 등 기타 부속건물이 세워져 있다. 또, 성이라고 말할 수는 없지만, 성의 형식이 남아 있는 진야나 저택도 볼 수 있다.
현재에 이르러, '성'이라 불리는 것은 중세 이후부터 메이지 시대에 이르기까지 건축되어, 무가 및 성주 등이 일본 국내의 다른 무장세력으로부터 세력을 보호하기 위해 건축된 방위시설을 말한다.
고대의 일본의 성은 한자로는 '城' 또는 '柵'로 표기하며 '기'로 읽혔다. '柵'로 표기되는 성은 당시의 야마토 조정이 도호쿠 지방의 정치행정시설에 병설한 방위시설을 가리키며, '城'은 서일본 지역에 존재했던 고대의 산성 또는 방벽류를 가리킨다.
중세에 이르러, 전국 시대가 되면 평지보다 약간 높은 구릉 지역 또는 산 위에 방위시설로서의 성이 만들어지며, 이 시기부터 '城'(시로)라 일컬어진다. 중세의 일본에서는 오랜기간 무가정권인 막부가 정치를 총괄하는 구조였기 때문에 성이 발달하였으며, 성을 거처로 삼았다. 그래서 일본의 성에서는 주거지의 성격을 띠는 건물을 많이 볼 수 있는 것이 특징이다. 그리고, 성 주변에는 조카마치인 성하 마을을 조성하여 지역을 개발하였다.
또, 센고쿠 시대에는 전국 각지에 많은 성들이 조성되어 전성기를 맞이하였지만, 근세인 1615년에 반포된 일국일성령과 근대인 1873년 공포된 폐성령, 그리고 태평양 전쟁으로 각지에 존재했던 많은 성들이 사라지게된다.

## 역사

### 고대
야요이 시대의 일본에서는 마을에 해자를 조성한 환호집락과 산과 같이 높은 곳에 조성된 요새집락인 고지성집락이 존재했지만, 정치적 통일이 진척되면서 쇠퇴하게 된다.
문헌상 성이란 말이 처음 등장한 것은 664년 덴지 천황이 축성한 미즈 성이며, 문헌에 나타나지 않은 많은 성들로는 규슈 북부에서 세토 내해를 따라 많이 축성되었다. 이들 양식은 신농석식(神籠石), 즉 백제식 산성으로 백제 유민이 축성했을 가능성도 있다. 또, 에조와의 전쟁이 계속된 도호쿠 지방에서는 7세기부터 9세기에 걸쳐 다가 성, 아키타 성 등의 군사거점과 행정거점을 겸한 성책(城柵)이 조성되었다.
이들 성은 중국풍의 성벽도시의 개념으로 온 것으로 축성기술력이 낮았기 때문에 울타리 등으로 짓는 것에 만족해야만 했다. 이들 성은 율령제의 붕괴와 함께 사라졌으며, 무가정권이 들어서면서 군사 거점으로 조성되었고 이것은 좁은 의미에서의 성이었다.

### 중세
중세 일본에서는 무사의 평상시 거주지에서의 방비와 전쟁시 험준한 산을 거점지로 한 방비에 초점을 두어 성이 발달하게 된다.
- 센고쿠 시대 초기부터 성이라 불린 것은 후자의 산성이 주를 이루었다. 외부의 적으로부터 공격을 받을 때, 영주는 산 아래의 저택에서 산성으로 거처를 옮겨 거점으로 삼았다.
- 전자는 영주가 평상시에 거주했던 거관으로 산 아래에 지어졌다. 지역에 따라 네고야(根小屋), 야카타(館), 다치(館), 다테(館), 등으로 불리었다. 주위에 해자를 둘렀고, 문과 망루를 배치하는 등, 성의 양식을 갖추고 있다. 주위에는 가신들의 저택과 마을을 조성하였다.

센고쿠 시대 중기부터 성의 수는 비약적으로 증가하였고, 평지 및 언덕에 축성된 평산성과 평지에만 축성된 평성이 주를 이루었다. 방어에는 우수하지만, 정치적 지배 거점으로는 불리한 산성의 수는 감소하였다.
또, 이 시기의 특징으로는 무라노 시로(村の城)라고 불리는 시설이 전국적으로 조성된 점을 들 수 있다. 전란이 다반사였던 센고쿠 시대에 지역 주민들의 피난 시설로 조성된 것으로 산성의 형식을 띠고 있다. 성과 비교하자면 간소하고 협소하다.

### 근세
현재 일본의 성의 이미지인 석벽, 망루, 천수각 등의 형식은 마쓰나가 히사히데가 축성한 다몬 산성과 시기 산성 등에서 찾을 수 있다. 그 후, 오다 노부나가의 아즈치성, 도요토미 히데요시의 오사카성, 후시미성 등에서 볼 수 있는 천수대, 마스가타와 우마다시가 딸린 성문 등, 일반적인 일본의 성의 형식이 완성되었다. 이 형식의 성곽을 역사학상 쇼쿠호계(織豊系) 성곽이라고 부른다. 쇼쿠호계 성곽은 전국적으로 조성된 것이 아니라, 그 명칭에서 알 수 있듯 오다 노부나가, 도요토미 히데요시의 슬하의 여러 다이묘가 주로 축성한 것이다. 도호쿠와 간토, 시코쿠, 규슈의 센고쿠 다이묘들은 각 지역에 맞는 성곽을 축성하였다. 도요토미, 도쿠가와 정권때에는 각지의 다이묘를 동원하여 자신들의 성을 축성하였고, 이런 까닭에 쇼쿠호계 성곽의 공법이 널리 퍼져, 일부 양식을 도입한 절충형 성곽이 축성되기도 하였다. 또, 지방에 배치된 후다이 다이묘가 순수한 쇼쿠호계 성곽을 건설한 예도 많이 있다.
에도 시대에는 일국일성령이 반포되었기 때문에, 원칙적으로 한 다이묘 가문에서는 한개의 성만 소유하여야 했다. 그래서, 많은 성들이 폐성되었고, 이들 성의 대부분이 과거에 축성된 산성이었다. 또, 각 다이묘들은 근세적 지배 질서 확립을 위해 적극적으로 가신들의 성을 폐성시켰고, 자신의 성으로 이주시켜 정치적 거점으로 삼았으며, 상공업자를 끌어 들여 마을 조성하여 지역의 경제적 거점으로 삼았다. 이로써 성하 마을인 조카마치가 성립되게 된다. 현재 조카마치 즉 성하 마을로 불리는 마을들은 대체로 게이초년간(1596년 ~ 1615년)에 조성된 것이다. 하지만, 성과 천수각등이 화재로 소실된 경우, 번의 재정난과 무가제법도에 따른 막부의 간섭으로 성이 재건된 경우는 소수에 불과했다. 한편, 성으로는 볼 수 없는 진야와, 외국 함선에 대항하기 위해 조성된 다이바도 있다.

### 근대
메이지 시대인 1873년 (메이지 6년)에 공포된 폐성령에 따라 성들은 해체 매각되었으며, 더욱이 일본 육군의 자재 수급을 위해 파괴하기도 하였다. 성터에는 관공서나 그 밖의 신사가 세워졌으며, 공원으로 정비된 곳이 많았다. 하지만, 주요 도시 대부분에는 육군이 주둔하였다. 도심에 입지해 있는 성터는 주둔지로써 최적의 장소였기 때문이다. 이들 주둔지는 태평양 전쟁에서 연합군의 좋은 표적이 되었다. 이런 연유로 나고야 성, 와카야마성, 히로시마성 등은 전쟁 중 공습으로 소실되었다.
현재 천수가 남아 있는 곳은 12곳 뿐이다. 그중 4곳(마쓰모토성, 이누야마성, 히메지성, 히코네성)의 천수가 국보이고, 8곳(고치성, 마루가메성, 마루오카성, 마쓰야마 성, 마쓰야마 성, 마쓰에성, 우와지마성, 히로사키성)의 천수는 중요문화재로 지정되었다. 이들을 현존 12천수라고 부르고 있다.
쇼와 시대 이후에는 성의 복원 공사가 진행되었고, 이들 성의 복원 목적중 하나가 관광 자원으로의 개발이었다. 그래서, 대개 성의 천수각은 외관만 복원한 경우가 많았고, 철근 콘크리트 구조로 지어졌다. 하지만, 천수대의 석벽을 보존하기 위해 케이슨을 설치하지 않으면 안 되었고, 결과적으로 옛 성의 유구(遺構)를 훼손하였다. 그러나, 최근에는 현존하는 자료로는 정확한 복원이 불가능하여 성의 주요 건조물을 복원하지 않으려는 움직임도 있어 전처럼 외관만 복원하는 모의천수가 증가하는 일은 없을 것으로 사료된다. 더욱이 옛 공법 그대로 재건한 건물에서는 건축기준법과, 소방법등에 저촉되어 건물로의 출입이 금지되는 경우도 있어 복원에 애로사항이 있기 때문에 일부를 근대적 공법으로 재건을 하든가 재건을 단념한 경우도 있다. 재건된 건물 내부에는 향토박물관, 역사박물관으로서 일반에 개방되고 있다. 규모가 큰 천수에 비해 소규모인 문과 망루는 잘 보존되어 있어 대부분이 중요문화재로 지정되어 있다. 작지만, 복원에 있어서도 당시의 공법과 자재로 재건하려는 움직임의 일환으로 새로운 자료 수집에 힘쓰고 있다.

## 구조

### 구루와
해자와 성벽으로 둘러싸인 구획을 구루와(曲輪)라고 한다. 일본의 성은 이런 구루와가 몇겹으로 연결된 구조로 되어 있다. 구루와는 마루(郭,丸)라고도 한다. 방어의 중심이 되는 구루와는 혼마루(제1성곽)라고 하고, 그 밖의 구루와를 니노마루(제2성곽), 산노마루(제3성곽)라고 한다. 성에 따라서 성의 취수원인 미즈노테 구루와가 설치되어 있거나, 니시노마루를 두어 다이묘의 은거처로 삼기도 하였다.
센고쿠 시대의 많은 성은 대부분 산성이여서 구루와의 면적이 작았다. 그래서, 다랑논과 같이 경사진 면에 소규모의 구루와가 연속적으로 있는 고시 구루와 등을 두었다. 이 때문에 하나의 구루와가 적에게 장악되면, 그 이웃의 구루와까지도 조총의 사정거리에 들어와 조총을 사용한 전법에서는 불리했다.
또, 데마루라는 독립된 구루와를 두었는데, 이것은 성 밖에 두었던 또 하나의 작은 성의 개념이다. 오사카 전투에서의 사나다마루가 유명하다.

### 배치
축성시 기본설계를 일본에서는 나와바리(縄張) 또는 게이시(径始,経始)라고 한다. 성의 입지와 구루와의 배치가 주요 골자이다. 나와바리란 어원은 끈(縄)을 당겨(張る) 토지의 면적을 측정했기 때문에 여기에서 유래되었다. 에도 시대에 군학자들이 성에 대해 분류, 분석을 하였고, 여기에 따라 나와바리 즉 성의 배치 양식이 정형화되었다. 대개 구루와가 동심원으로 배치된 것을 윤곽식 배치이며, 개개의 구루와가 일자로 하나 하나 연결된 것을 연곽식 배치이라고 한다. 또, 산과 강 등의 자연의 지형을 활용해 혼마루의 위치를 잡아 배치하는 것이 제곽식 배치이다. 대개 중세에 지어진 산성의 경우 연곽식 배치가 주를 이루며, 근세에 지어진 평산성과 평성의 경우 제곽식과 윤곽식 배치가 주를 이루고 있다.

### 해자, 성루, 석벽

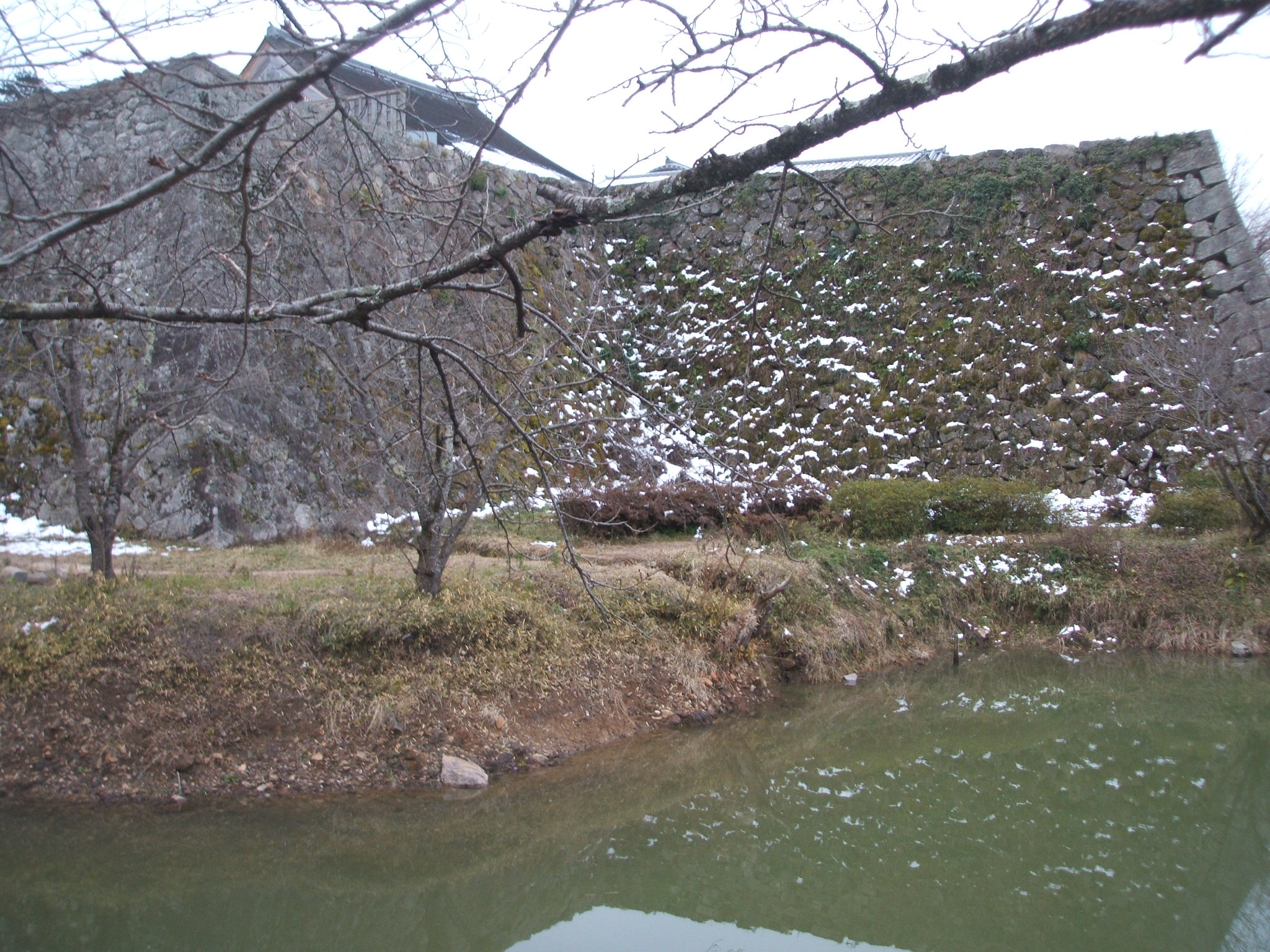
사사야마 성의 해자와 석벽

성을 방비하는 기본 요소 중 하나가 해자, 성루, 석벽이다. 해자는 빈 해자와 물로 채운 해자 등으로 나눌 수 있다. 일본의 성에서는 구덩이에 물을 채운 것을 미즈보리(水堀)라고 하며, 물을 채우지 않은 것을 가라보리(空堀)라고 한다. 대개 산성에는 빈 해자인 가라보리가 많았고, 근세에 대부분 지어진 평성과 평산성에서는 물을 채운 해자인 미즈보리가 주를 이룬다. 그리고 성루는 흙으로 쌓은 토벽을 가리킨다. 이 성루들이 해자를 둘러싸고 있다. 대개 간토의 성에서 성루를 많이 볼 수 있다. 성루와 함께 성의 대부분을 차지하는 석벽은 시대가 바뀜에 따라 점점 진화하였으며 여러 형태의 망루와 천수각등 석벽 위에 건립되었다. 특히 센고쿠 시대에는 석벽을 전문적으로 쌓는 집단이 등장하였고, 한층 발달하였다.

### 치성, 고구치, 담
성을 좀 더 견고히 방비하기 위해서는 성벽에는 사각이 없어야 된다. 이 사각을 없애 주는 것이 치성(雉城)이다. 그리고, 성의 출입구를 복잡하게 만들거나 옹성(甕城)과 같이 두툼하게 만들 필요가 있다. 일본 성의 출입구를 고구치(虎口)라고 한다. 하지만 일본의 성에는 옹성이 없기 때문에 이를 대신해 옹성의 역할과 비슷한 마스가타(枡形)가 있다. 또, 석벽위로 별도의 담을 올렸는데 이것은 성의 구역을 구별짓는 것 외에도 사마(狭間)를 두어 성안에서 성밖으로 숨어서 공격할 수 있도록 되어있다.
치성
치성이란 평면인 성벽에 요철(凹凸)부분을 만들어 사각을 없애주는 석벽을 말한다. 일본의 성에서는 이것을 요코야가카리(横矢掛り)라고 한다. 종류에는 성의 네 귀퉁이에 사각을 없애기 위해 굴곡을 준 데스미(出角), 성벽의 옆면이 병풍과 같이 접은 형태인 뵤부오리 (屏風折), 성벽의 면을 성안쪽으로 집어 넣은 이리가쿠(入角) 등이 있다.
고구치
고구치란 성의 출입구를 말하며 각 성곽의 정문에 해당한다. 성곽의 가장 취약한 부분인 동시에 성안의 군사가 성밖으로 나가기 위한 출입구이기도 하다. 고구치의 형태 단순 일자형이었지만, 시대가 흐름에 따라 특히 센고쿠 시대에 와서는 마스가타를 갖춘 2중 문의 형식을 취하게 된다. 이 마스가타는 조선의 성에서 옹성과 비슷한 역할을 한다. 고구치의 종류는 성문이 일자인 히라이리 고구치(平入り虎口), 성문이 성벽 안으로 들어간 형태인 구이치가이 고구치(喰違虎口), 2중 문인 마스가타 고구치 (枡形虎口)가 있다.
담

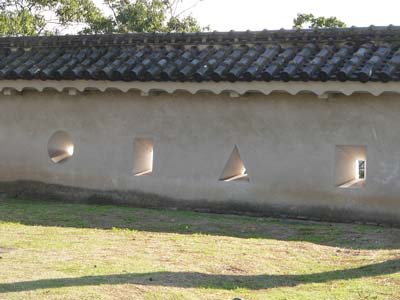
히메지 성의 사마

담은 성내 구역을 구분하거나 방어하기 위한 목적으로 지어진 구조물이다. 종류는 담에 쓰인 재료로 구분짓기도 하고, 쓰인 성격에 따라 구분짓기도 한다. 일반적으로 중세 성곽에는 흙으로 지어진 도베(土塀:토담), 판자로 지어진 이타베(板塀:판담)이 있고, 근세 성곽에서는 회벽인 싯쿠이베(漆喰塀)와 나마코베(海鼠塀)가 있다. 그리고, 담에는 활과 총포로 적을 조준할 수 있게 사마 또는 하자마(狭間)라는 작은 창이 나있다. 이 사마의 형태에 따라 마루사마(丸狭間:○), 히시가타사마(菱形狭間:◆), 하코사마(箱狭間:■) 등이 있다. 그 용도에 따라 야사마(矢狭間), 뎃포사마(鉄砲狭間)등이 있다. 또, 담에는 외부 침입자를 막기 위해 시노비가에시(忍び返し)라는 철책을 두르기도 하였다.

### 망루, 창고, 어전
성에는 주요 건물을 건립하여 공성전에서 대비하도록 되어있다. 또, 일본의 성은 성주의 주거공간과 가신들의 주거공간을 두었기 때문에 주거지의 역할도 겸하고 있다. 우선 망루를 두어 적의 침입을 감시하거나 적병 침입시 공격하도록 되어 있다. 하지만, 주거지의 성격도 있기 때문에 조선의 정자와 같은 성주의 쉼터이기도 하였다. 그리고, 성에는 여러 창고를 두었는데 무기고라든가 탄약고와 같이 공성전에 대비한 창고를 두었던 반면, 곡식창고와 재물창고 등과 같이 주거지 성격을 띤 창고도 건립되었다. 하지만, 반드시 별도의 창고를 둔 것이 아니라 망루나 천수의 일부 공간을 창고로 사용하였다. 또, 혼마루, 니노마루에는 어전을 지어 성주의 거처와 정무를 보았으며, 에도 시대에 들어서면 성 주변에 다이묘 정원을 조성하여 풍류를 즐겼다.
망루

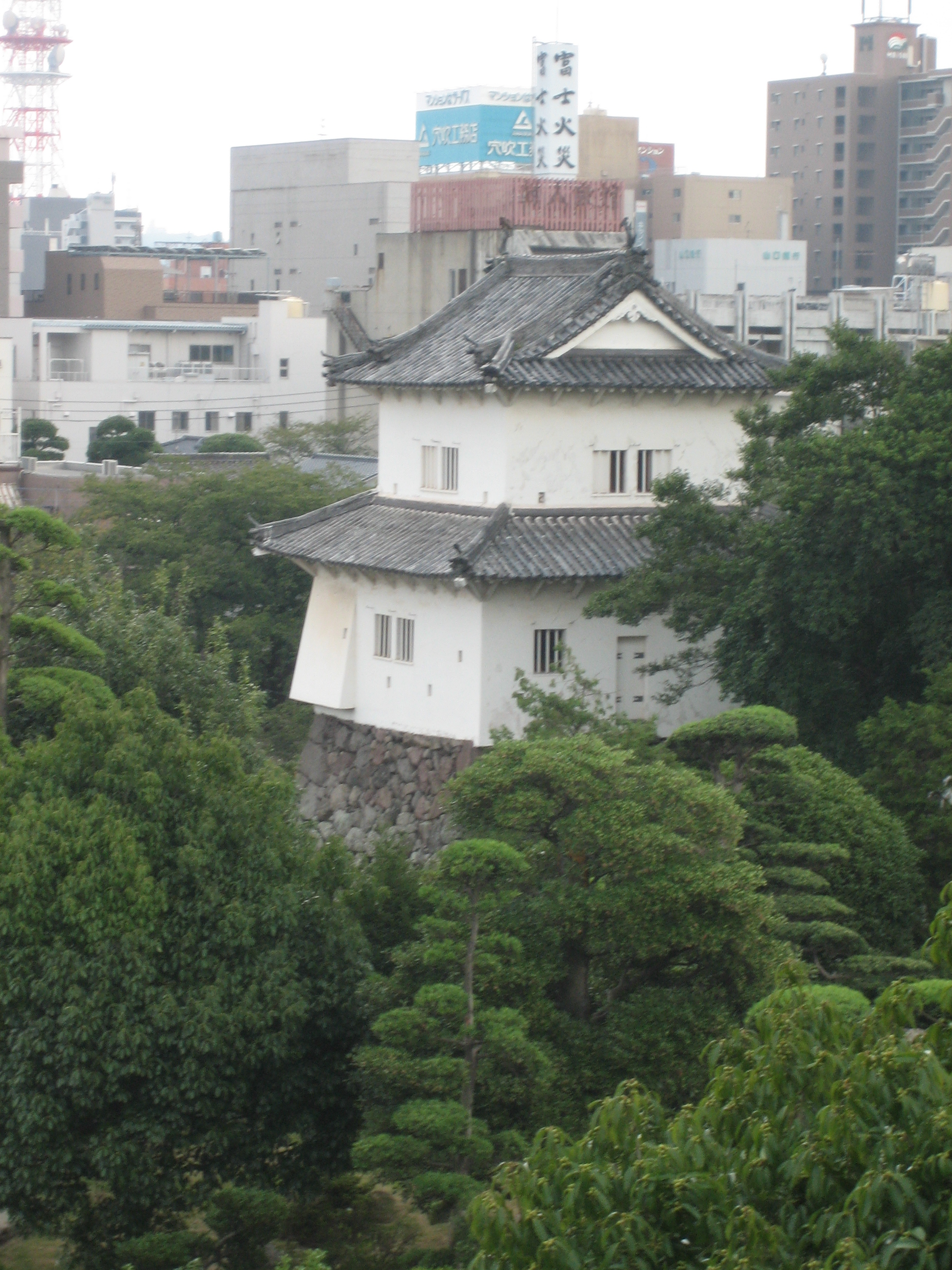
후나이성의 망루

망루의 기원은 단순히 망을 보는 시설에서 발전했다는 설과, 야구라(矢倉, 矢蔵) 즉 화살창고로 불리는 것으로 볼 때 무기고에서 발전했다는 설, 야노스와리(矢の坐) 즉 활 쏘는 장소가 그 원형이라는 설이 있다. 초기에는 단순히 망을 보거나 성을 방어하는 임시 구조물이었지만, 센고쿠 시대를 거치면서 초석위에 지어진 건물의 형태로 발전한다. 망루의 종류는 그 형태에 따라 분류하기도 하고 그 성격에 따라 분류하기도 한다.
망루의 위치는 주로 성루나 석벽위에 건립되어있다. 석벽위에 건립되어 있는 경우 망루는 성벽 바로 위에 위치하게 되어 이시오토시가 설치되었다. 이시오토시(石落とし)는 성벽을 기어오르는 적병에게 무거운 돌을 떨어뜨니는 방어 시설이다. 또, 망루는 문위에도 설치되었는데 대표적인 성문이 오테 문이다.
창고
일본 성의 창고는 도조(土蔵)라는 토벽과 석회 등을 입힌 벽으로 지어진 창고 건물이다. 그 기원은 명확치 않지만, 중세 마을의 상가와 함께 지어졌고, 근세에 와서는 조총이 전래됨에 따라 성곽에도 방화와 방탄을 위해 창고 건물로 사용되었다. 벽의 두께는 30 cm 이상이며 창고 건물외에도 망루와 천수 등에도 도조와 같은 벽으로 지어졌다. 현재에는 전통적인 외관 때문에 음식점 등의 상가지역과 박물관에서도 볼 수 있다. 대체로 벽은 나마코 가베이다.
어전
혼마루, 니노마루에는 어전인 정전을 지어 성주의 거처로 삼았다. 건물의 형태는 여러 채의 건물이 붙어 한 건물을 이루고 있다. 대표적인 어전으로는 니조성의 니노마루 어전이며 어전의 현관인 구루마요세 외에도 도오자무라이, 시키다이, 오히로마, 소테쓰노마, 구로쇼인, 시로쇼인으로 불리는 6개 동이 한 건물을 이르고 있다.

### 천수
일본의 성에서 상징적인 건물이 천수각이다. 성에서 천수각이 건립된 것은 생각보다 그리 오래전의 이야기는 아니다. 대체로 오다 노부나가가 아즈치성을 거처로 삼을 때 건립했다는 것이 일반적이다. 천수각은 망루와 비슷한 건물로 외관은 2층 ~ 5층으로 보이며 혼마루에 건립된 경우가 많이 있다. 천수각 밑은 천수대라는 석벽이 받치고 있으며 천수의 크기에 따라 소천수, 부천수, 또는 중천수 등으로 불리며 이들과 함께 더 큰 천수가 있는 경우 대천수라고 한다. 그리고, 천수가 없는 성중 3층 망루를 천수로 삼았는데 이 망루를 오산가이 야구라(御三階櫓)라고 한다. 대표적인 오산가이 야구라는 마루가메성과 히로사키성의 천수이다.
현재 남아있는 성중에서 천수가 옛 그대로 남아 있는 천수를 현존 천수라고 부르며 12곳의 성에 현존해 있다. 그 밖에도 천수를 옛 그대로 복원한 복원 천수, 예전에 천수가 있었지만 옛것과 다르게 지어진 부흥 천수, 천수가 없는 성에 천수를 건립한 모의 천수가 있다.

### 외성
성이 임시적 군사거점에서 항구적 통치거점으로 자리를 잡자, 성하 마을과 가신단의 방비를 목적으로 마을 외곽에 성루를 쌓아 외성으로 삼았다. 이것을 소가마에(惣構)라고 한다. 보통 성이라고 불리는 부분은 내성(內城)뿐이고, 외성(外城)은 내성의 바깥 성이다. 외성은 자연의 지형지물을 포함하기 때문에 명확히 어디 까지가 외성이라고 단정 지을 수 없는 경우도 있다.

## 성의 어원
현재 성(城)이란 한자의 일본어 훈독은 “시로”(しろ)라고 읽지만, 고대 일본어에서는 시로라고 읽지 않았던 것 같다. 고대부터 중세 초기에는 성(城)이란 한자와 책(柵)이란 한자를 같이 사용하였고, “기”(き)라고 읽었다. 단(垣)이나 관(関) 등은 일본어로 “가키”(かき), “세키”(せき)로 읽는다. 이처럼 기(き)라고 읽히는 것은 내부와 외부를 구분지는 의미로 내포하고 있다. 예를 들면, 다자이후 주변에 위치한 오노성은 오노노키라고 불리며, 야마가타현의 데와 책(出羽柵)은 데와노키라고 불리고 있다. 후에 성이라는 한자는 음독으로 “조”(じょう)라고 읽으며, 책이라는 한자는 음독으로 “사쿠”(さく)라고 읽게 되었다.
시로의 어원은 다음과 같다. 옛 행정구역인 야마시로 국은 나라(奈良)에 위치한 수도 헤이조쿄에서 볼 때 나라 산(奈良山)의 뒤쪽에 위치해 있기 때문에 산의 배후(背後)에 있다는 의미로 야마시로라 명명하였고, “산배”(山背)라고 썼다. 간무 천황이 교토의 헤이안쿄로 천도할 때 《此国山河襟帯、自然作城》(그 국(国)은 산천으로 둘러싸여 자연이 성을 만들었다.) 라는 부분이 있어, 야마시로 국을 자연의 성이라는 인식이 있었다. 그래서 794년 음력 11월 15일에 야마시로 국의 한자 산배국(山背国)의 명칭을 산성국(山城国)으로 개명하였다. 이때 성이라는 한자의 훈독인 “시로”(しろ)가 생겼다. 그러나, 성을 시로라고 읽힌 시기는 산에 성을 쌓아 영국(領国)을 다스린 중세후기로 보고 있다. 1474년에 발간된 《文明本節用集》(문명본절용집)에는 “성”(城)이라는 한자에 “시로”(シロ)라는 훈독이 적혀있다.

## 한반도의 왜성
한반도에는 임진왜란과 정유재란시 일본군에 의해 축성된 일본식 성곽이 남아있는데, 이것을 왜성(倭城)이라고 한다. 왜성은 일본군이 남해안 일대 혹은 그외 지역을 점거하고 그들의 근거지를 확보하거나 일본군내 상호 연락 등을 위해 축조되었다. 왜성은 성곽 편년에 있어서 그 축성연대가 확실하고 후대에 개수되지 않았기 때문에 당시 일본의 축성법을 그 어느 곳에서 보다 명확히 알 수 있는 장점이 있다. 이는 같은 시기 일본 국내에 축조된 성곽은 후대에 계속 사용함으로써 거듭 재보수가 이루어지게 되고 그에 따라 창출시기와 축성법을 명확히 가려내기 어렵다는 점과 비교하여 볼 때 매우 중요한점이다.

## 류큐 제도의 성

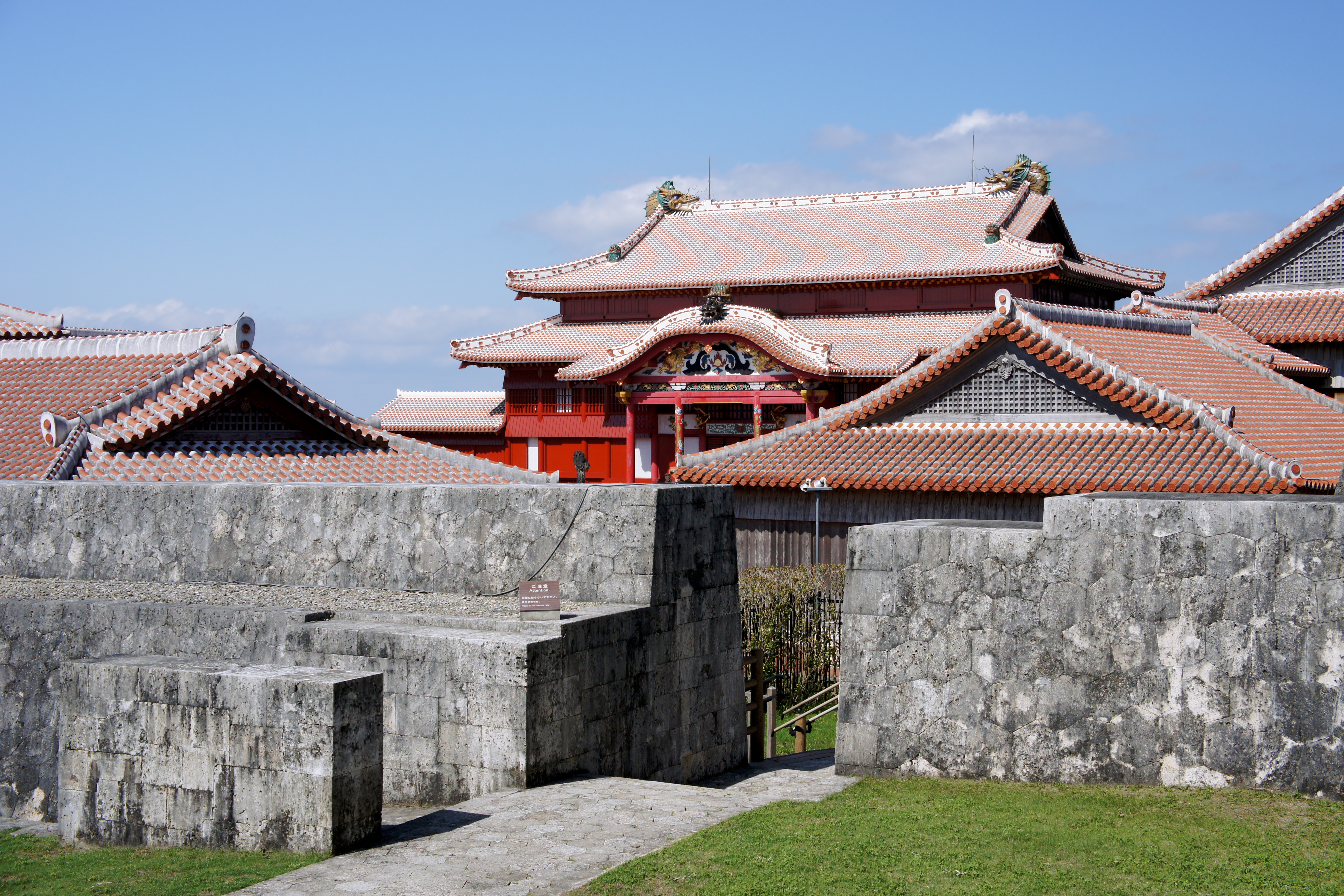
슈리성의 정전(正殿)

류큐 제도에는 성이라고 불리는 구스쿠가 있다. 기원에 관해서는 성역설(聖域説)과 집락설(集落説)등 다양한 설이 존재한다. 내부에는 우타키(御嶽)라고 불리는 성역이 있다. 그중에 가장 유명한 것이 슈리성으로 일본 성곽단체가 발행한 성곽 판플렛에도 기재되어 있다. 슈리성은 류큐 왕조의 궁궐이었다.

## 홋카이도의 성
홋카이도에는 성에 해당되는 자시(チャシ)가 있다. 이것은 아이누 민족이 축조한 것으로 홋카이도 각지에 존재한다. 기본적으로 성채와 같은 용도로 사용되어 윌타 민족과 야마토 민족간의 전쟁에도 이용되었으며, 축조 시기는 일반적으로 16세기 ~ 18세기 무렵이다. 아이누 민족의 전통 의식 등에도 사용되었기 때문에 자시의 용도에 대해서는 일반적으로 무엇이다라고 언급할 수 없다.

## 같이 보기
- 성
- 왜성
- 궁전
- 요새
- 성곽 도시
- 구스쿠
- 자시